# Casey McKinnon

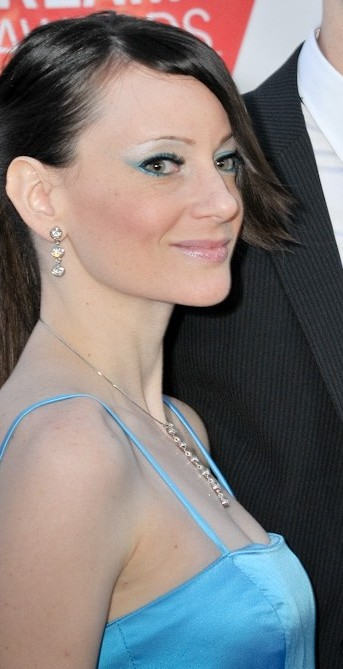
Casey McKinnon bei den Streamy Awards 2009 in Los Angeles

Casey Erin McKinnon (* 13. März 1978 in Montreal, Québec) ist eine kanadische Schauspielerin, Schriftstellerin, Videoeditorin und Filmproduzentin.

## Leben und Karriere
McKinnon wuchs in ihrer Heimatstadt Montreal auf. Sie besuchte gemeinsam mit ihrem Partner Rudy Jahchan die St. Thomas High School in Pointe-Claire und studierte Ostasienwissenschaften an der Montrealer McGill University. Sie studierte dort gemeinsam mit ihrer Freundin Autumn Phillips. Bevor sie eine Vollzeit-Karriere im Bereich Neue Medien verfolgte, arbeitete sie für die Vereinten Nationen.
McKinnon wurde unter ihrem Pseudonym Ms. Kitka bekannt und moderierte die erotische Nachrichten- und Entertainment-Show namens Kitkast, die am 15. Oktober 2005 ihre Premiere feierte. Inspiriert vom Podcasting und der britischen, sexuell orientierenden, Reise-Fernsehshow Sin Cities, gewann Kitkast Mainstream Aufmerksamkeit von der Musikzeitschrift Rolling Stone und der britischen Tageszeitung The Guardian.
Von Juli bis Oktober 2007 schrieb McKinnon eine monatliche Kolumne für den Guardian, die ihre Erfahrungen in Bezug auf die Arbeit mit Web-Videos thematisierte.